# Політичне відчуження
Політичне відчуження — це втрата зв'язку між державою і суспільством, між особою і владою в рамках політичного простору, яка супроводжується комбінацією складних почуттів (незадоволення, безсилля, розчарування), а також процесами дистанціювання і віддалення в суспільстві.
В термінології Ю. Габермаса, політичне відчуження — це порушення репродукції політичної влади, що викликається втратою мотивації учасників життєвого світу до її легітимації.

## Види відчуження
На сучасному етапі класична класифікація видів має такий вигляд: 
- відчуження екзистенціональне;
- відчуження культурне;
- відчуження політичне.

Виходячи з сфер суспільного життя: 
- політичне відчуження (Руссо);
- економічне відчуження (Карл Маркс, Макс Вебер);
- соціальне відчуження (концепції Питирим Сорокін і Еміль Дюркгейм);
- культурне відчуження (праці Зіммеля).

## Причини політичного відчуження
Причини відчуження ми повинні розглядати з двох позицій: з позиції суспільства і з позиції влади.
Основними причинами політичного відчуження з боку влади є: 
- бюрократичні настрої;
- делегування;
- політичний фетишизм;
- самоосвячення.

Що стосується причин відчуження з боку суспільства, то ними є: 
- зустрічна реакція;
- відчуття незадоволення владою;
- відсутність підтримки з боку влади;
- втрата мотивації до легітимації діючої влади;
- низький рівень політичної культури;

## Наслідки відчуження
Комплекс причин відчуження приводить до наступних наслідків: 
- відносна депривація;
- екстремістські рухи;
- політична маргіналізація;
- політичний абсентеїзм;
- символічність політики